# Herói da Federação da Rússia
Herói da Federação da Rússia (em russo: Герой Российской Федерации, tr. Geroy Rossiyskoy Federatsii) é a mais alta condecoração e título honorífico concedido a um cidadão da Rússia. O título foi instituído em 1992 para substituir o antigo título de Herói da União Soviética. O título é concedido pessoalmente pelo Presidente àqueles que realizam ações ou feitos da mais alta bravura em prol do Estado e do povo.
Os agraciados recebem uma insígnia especial de distinção: a medalha "Estrela de Ouro". O prêmio, junto com o título de Herói do Trabalho da Federação da Rússia, criado em 2013, pertence a uma categoria especial de condecorações — os títulos "supremos" do Estado, que ocupam o mais alto nível na hierarquia das premiações nacionais.
Caso uma pessoa receba ambos os títulos, um busto de bronze com a devida inscrição é erguido em sua terra natal, conforme decreto presidencial. Atualmente, o único detentor das duas honrarias é o tenente-general Igor Kirillov.
Desde sua criação, a comenda já foi outorgada mais de 1.400 vezes, a maioria delas a cosmonautas ou militares envolvidos em conflitos na região da Chechênia, além de atletas, economistas, políticos e artistas russos.

## História
O título foi instituído pela Lei da Rússia "Sobre o estabelecimento do título de Herói da Federação da Rússia e a criação da insígnia especial – a medalha 'Estrela de Ouro'", de 20 de março de 1992, sob o decreto n.º 2553-I. No mesmo dia, a decisão do Soviete Supremo da Rússia n.º 2554-I colocou a lei em vigor a partir de 28 de março de 1992. O título de Herói da Federação da Rússia é, de acordo com o decreto presidencial de 7 de setembro de 2010, n.º 1099, concedido apenas uma vez, sem possibilidade legal de concessão secundária. No entanto, na prática, essa limitação pode ser ignorada: o major-general Mikhail Gudkov, por exemplo, recebeu a medalha "Estrela de Ouro" duas vezes, apesar da proibição formal.
A comenda foi criada por decreto do presidente Boris Iéltsin em 20 de março de 1992, substituindo as antigas medalhas de Herói da União Soviética e Herói do Trabalho Socialista. O decreto n.º 2553-I especifica os critérios para concessão da honraria e o desenho da medalha que o acompanha. Ela é a maior condecoração que pode ser outorgada pelo presidente a qualquer pessoa e, ao contrário dos antigos títulos de heróis soviéticos, não existe mais nenhuma comenda na Rússia que seja acompanhada do título de herói da federação, além desta.
O primeiro a receber o título de Herói da Federação da Rússia foi o major-general da aviação Sulambek Oskanov, chefe do Centro de Treinamento de Combate e Retreinamento de Tripulações de Voo de Lipetsk. Em 7 de fevereiro de 1992, durante uma missão de treinamento a bordo de um MiG-29, ocorreu uma falha técnica na aeronave. Para evitar que o avião caísse sobre uma área habitada, Oskanov sacrificou sua própria vida. Pela "coragem e heroísmo demonstrados no cumprimento do dever militar", ele recebeu postumamente o título de Herói da Federação da Rússia pelo decreto presidencial nº 384, de 11 de abril de 1992. Sua viúva recebeu a medalha "Estrela de Ouro" n.º 2, pois, segundo o Herói da União Soviética Nikolai Antoshkin, o governo russo decidiu que o Herói da Federação da Rússia n.º 1 deveria estar vivo.
A medalha "Estrela de Ouro" n.º 1 foi concedida ao piloto-cosmonauta e Herói da União Soviética Sergei Krikalev por sua coragem e heroísmo demonstrados durante uma longa missão espacial na estação orbital Mir. Ele recebeu o título de Herói da Federação da Rússia no mesmo dia, 11 de abril de 1992, mas por um decreto posterior, de n.º 387.
Entre os agraciados com o título estão pilotos-cosmonautas, militares, veteranos da Segunda Guerra Mundial e de outros conflitos, pilotos de teste, agentes de inteligência, engenheiros, cientistas, líderes governamentais, atletas e outros cidadãos.  
O número total de concessões conhecidas do título de Herói da Federação da Rússia, até 17 de julho de 2025, é de 1.419 pessoas, das quais 604 receberam a honraria postumamente. As listas dos agraciados e uma grande parte dos decretos presidenciais relacionados à premiação não são publicados oficialmente devido ao sigilo de muitas condecorações. Por essa razão, o número exato de Heróis da Federação da Rússia permanece desconhecido, o que frequentemente leva a erros e divergências em publicações da mídia sobre o assunto.

## Descrição

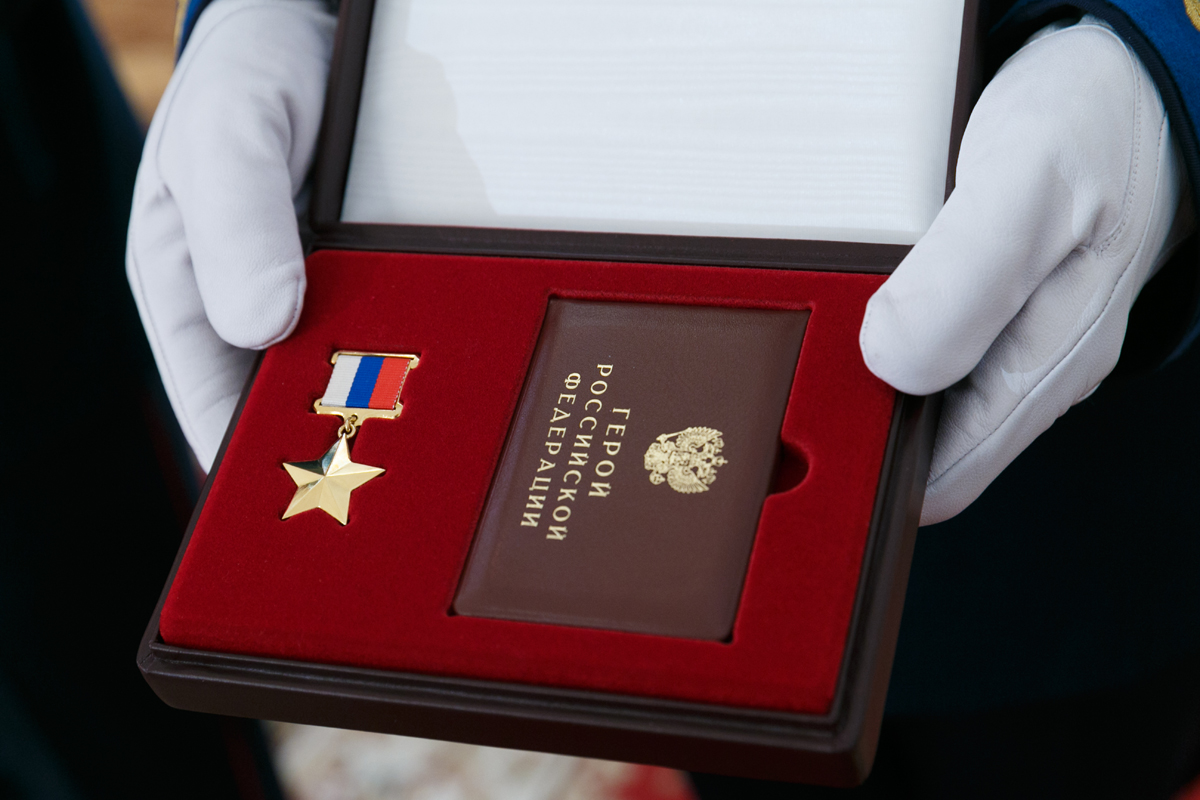
Entrega da medalha Estrela de Ouro do Herói da Federação da Rússia na caixa com o certificado.

A descrição da medalha "Estrela de Ouro" foi aprovada pela Lei da Federação da Rússia n.º 2553-I, de 20 de março de 1992:
A medalha tem o formato de uma estrela dourada pentagonal com raios lisos e facetados na parte frontal, sem nenhuma inscrição frontal. Cada raio mede 15 mm de comprimento. O anverso da medalha possui uma superfície lisa, delimitada por uma borda fina em relevo. 
No centro do reverso, encontram-se a inscrição em relevo 'Herói da Rússia' (em russo: Герой России; Geroy Rossii) com letras medindo 4×2 mm. No raio superior da estrela, está gravado o número de série,com altura de 1 mm, correspondente ao número daquela medalha e que indica quantas já foram entregues até então. 
A medalha é presa por meio de uma argola a uma base metálica dourada, que consiste em uma placa retangular de 15 mm de altura por 19,5 mm de largura, com molduras na parte superior e inferior. A parte central da base é coberta por uma fita de moiré tricolor, nas cores da bandeira da Rússia: azul, branco, e vermelho.
No verso da base, há um pino rosqueado com uma porca para fixação na roupa. A medalha é feita de ouro e pesa 21,5 gramas.
A Estrela de Ouro, quando usada em público, deve ser usada do lado esquerdo do paletó ou uniforme e acima de quaisquer outras condecorações recebidas pelo outorgado, sejam da Rússia ou da ex-União Soviética.

## Garantias sociais
Os Heróis da Federação da Rússia recebem um pagamento mensal indexado de aproximadamente 83,5 mil rublos (a partir de 1 de fevereiro de 2023), um adicional de quase 22 mil rublos, além de uma pensão aumentada, pagos pelo Fundo de Pensão e Seguro Social da Rússia. Também podem receber um pagamento suplementar estabelecido pela região onde residem, como em Moscou, onde o valor é de 25 mil rublos.
Em 29 de maio de 2024, o presidente Vladimir Putin assinou uma lei federal que altera a legislação sobre o status dos Heróis da União Soviética, Heróis da Federação da Rússia e titulares da Ordem da Glória. A nova lei permite que o direito à obtenção gratuita e prioritária de um terreno seja transferido por herança para cônjuges, filhos e pais de Heróis da Federação da Rússia.
Além disso, a legislação equipara os benefícios concedidos às famílias daqueles que receberam o título postumamente aos benefícios das famílias dos agraciados em vida. Entre esses benefícios estão a isenção do pagamento de moradia e serviços públicos, prioridade na obtenção de vagas em sanatórios, casas de repouso e centros de reabilitação. Também foi estabelecido um auxílio único no valor de 20 mil rublos para as famílias dos Heróis da Federação da Rússia condecorados postumamente.

## Premiados
A grande maioria dos agraciados com o título são os cosmonautas, que a recebem automaticamente quando ao viajarem ao espaço, civis com grandes feitos - russos ou não - e os militares envolvidos nos conflitos separatistas na Chechênia. Entre alguns dos outros condecorados, em vida ou postumamente, estão o ex-governador-geral da Chechênia Akhmad Kadirov, assassinado por rebeldes chechenos em 2004, o campeão olímpico de luta greco-romana Alexander Karelin e o comandante do submarino nuclear Kursk, Gennady Lyachin, que morreu no acidente que afundou a embarcação no Mar de Barents em 2000.
Outro premiado foi Valery Legasov, um proeminente químico inorgânico e membro da Academia de Ciências da URSS (atual Academia de Ciências da Rússia). Ele é lembrado principalmente por sua atuação como chefe na comissão que investigou o acidente nuclear de Chernobil.